# Kärtchen
Kärtchen war ein deutsches Volumenmaß in den Herzogtümern Sachsen-Meiningen und Coburg. In anderen Regionen wurde es mit Nösel bezeichnet. Das kleine Maß war recht unterschiedlich.

## Sachsen-Meiningen
Kreis Meiningen
- Kreis Meiningen 1 Kärtchen = 0,508 Liter
- Verwaltungsamt Salzungen 1 Kärtchen = 0,506 Liter
- Landgerichtsbezirk Wasungen 1 Kärtchen = 0,508 Liter
- Einzelrichterbezirk Meiningen 1 Kärtchen = 0,5107 Liter (Kärtchen = 1 Schenkmaß)
- Kreis Sonneberg 1 Kärtchen = 0,458 Liter
- Kreis Hildburghausen 1 Kärtchen = 0,474 Liter
- Einzelrichterbezirk Sonneberg 1 Kärtchen = 0,506 Liter

Kreis Saalfeld
- Landgerichtsbezirk Gräfenthal, Einzelrichterbezirk Saalfeld, Kreisgerichts-Deputations-Bezirk Pößneck 1 Kärtchen = 1 Nösel = 0,465 Liter
- Kreisgerichts-Deputations-Bezirk Kranichfeld 1 Nösel = 0,44 Liter
  - 1 Weimarer Schank-Nösel = 0,45 Liter

## Herzogtum Sachsen-Coburg-Gotha
- Coburg 1 Kärtchen = 1,4594 Liter (seit 16. September 1869)

In Coburg wurde es auch als Gewichtsmaß im Honighandel verwendet.
- 1 Kärtchen = ½ Maß = 1 Pfund plus 12 ½ Lot (Honig)